# 태갑
태갑(太甲)은 상나라의 5대 군주로 태어날 때의 이름은 자지(子至)이다. 탕의 손자, 중임의 조카에 해당한다. 탕의 뒤를 곧바로 이었다는 설도 있다.
맹자나 사기 등에는 태갑의 즉위시에 이윤이 『이훈(伊訓)』·『사명(肆命)』·『조후(徂后)』라는 문장을 만들어 태갑에게 시정의 마음가짐으로서 주었다고 한다. 그러나 태갑이 포학했기 때문에에 이윤이 태갑을 즉위 후 3년 만에 동궁(桐宫, 현재의 허난성 옌스 시 남서쪽)으로 추방했다고 한다. 태갑은 동궁에서 3년을 보내며 반성했고 이윤에게 용서를 받아 다시 재위에 올랐다. 이 때 이윤에게 『태갑훈(太甲訓)』을 하사하였다. 그 후 태갑은 덕을 쌓아 제후와 인민에게 존경을 받았다.
죽서기년에는 중임의 사후에 이윤이 태갑을 동으로 추방하고 스스로 천자가 되었다고 한다. 그러나 7년 후에 이윤은 태갑에게 살해당해 태갑이 천자가 되었다. 이 때 태갑은 이윤의 아들인 이척·이분에게 가문을 잇게 했다고 한다. 이들 역사서는 모두 태갑이 12년 동안 재위했고 아들인 옥정이 뒤를 이었다고 적고 있다.
그러나 은허에서 발굴된 갑골문에 따르면 태갑은 아버지인 태정의 뒤를 이은 상나라의 3대 군주였고 대갑(大甲)이라는 시호가 주어졌으며 아들인 복병(卜丙)이 뒤를 이었다고 되어 있다.